# Камино Реал а Ситла (Санта Катарина Куистла)
Камино Реал а Ситла (шп. Camino Real a Xitla) насеље је у Мексику у савезној држави Оахака у општини Санта Катарина Куистла. Насеље се налази на надморској висини од 1890 м.

## Становништво
Према подацима из 2005. године у насељу је живело 15 становника.

### Хронологија
| Година       | 2000 | 2005 |
| ------------ | ---- | ---- |
| Становништво | 13   | 15   |

### Попис
| # | Индикатор                        | Вредност |
| - | -------------------------------- | -------- |
| 1 | Укупно појединачних домаћинстава | 2        |